# بليحاء ثعلبية
البليحاء الثعلبية (باللاتينية: Reseda alopecuros) نوع نباتي من جنس البليحاء.

## الموئل والانتشار
موطنها المشرق العربي.

## الوصف النباتي
نبات عشبي.